# آپیاری (اورگن)
آپیاری (به انگلیسی: Apiary) یک منطقهٔ مسکونی در ایالات متحده آمریکا است که در شهرستان کلمبیا، اورگن واقع شده‌است.